# Billy Dickinson
William Dickinson (18 tháng 2 năm 1906 – 17 tháng 8 năm 1968) là một cầu thủ bóng đá người Anh thi đấu ở Football League cho Wigan Borough, Nottingham Forest, Rotherham United, Southend United, và Hull City.